# فيتامين (فلم)
فيتامين هو فيلم لبناني كوميدي رومانسي إنتاج 2014 عرض لأول مرة في 18 ديسمبر2014 في مجموعة من صالات السينما اللبنانية.وهو من كتابة كلود صليبا وإخراج إيلي حبيب، وبطولة ماغي بوغصن وكارلوس عازار، مع مجموعة من الممثلين وهم كارلا بطرس، بيار جامجيان، شكران مرتجى، فؤاد يمّين، مي سحّاب وغيرهم.و بما أن الفيلم اجتماعيّ كوميديّ، وقصّته تجمع ما بين الواقع والخيال. لا يحوي جرعة زائدة من الجرأة في الحوار وفي الأفكار. قدّمت الكاتبة لغته من المعجم اللغويّ المنتقى من اللغة اليوميّة في الشارع اللبنانيّ، ولم نلحظ سوى استخدام عبارة «فياغرا» التي لها دلالات جنسيّة، إلا أنّها لم تأت خادشة للحياء. إضافة إلى بعض الإيحاءات الجنسية التي استخدمت في النص الحواري، إلا أنها كانت كلها تصبّ في مصلحة الفيلم.
هناك بعض المشاهد التطويليّة في الفيلم كان يمكن الإستغناء عنها (رقص المسنّين في ملهى القرية وغيرها...) لأنها أضعفت الإيقاع، وكان يمكن بسهولة الاستغناء عن بعض ما فيها، لحبك القصة أكثر. طبعاً الفكاهة حاضرة من خلال سلسلة مشاهد، بعضها غير متوقع ومضحك من دون افتعال، وبعضها الآخر هزلي ومفتعل وكاريكاتوري بشكل مبالغ (خصوصاً الثنائي بيار جماجيان وشكران مرتجى.

## قصة الفيلم
تدور قصّة الفيلم حول ثلاث فتيات، زمرد وإسعاف ورافعة، يعشن في ضيعة بير المير اللبنانيّة، ويحلمن بالخروج منها لتحسين أوضاعهم الاجتماعيّة وتحقيق طموحاتهن، فلا يجدن أمامهن سوى سرقة شاحنة محمّلة بالمال، فيمن بالعمليّة ليتبيّن أنها تحتوي على مادة أخرى.في هذه الأثناء، يكلّف صاحب الشاحنة تحرييين من بيروت، وهما جمال وطلال، ليكشفا عن هوية السارق، فيذهبان إلى ضيعة بير المير، وتبدأ رحلة بحثهما عن السارقين، فيغرمان بزمرد وإسعاف.

## طاقم العمل
أبطال الفيلم
- ماغي بوغصن
- كارلوس عازار
- مي سحاب
- ختام اللحام
- كارلا بطرس
- بيار جامجيان
- فؤاد يمين
- شكران مرتجى
- سعد القادري
- فرح بيطار

باقي طاقم العمل
- قصة وسيناريو׃كلود صليبا
- إخراج:إيلي ف. حبيب
- موسيقى:زياد الأحمدية
- إنتاج:جمال سنان

## روابط خارجية
- مقالات تستعمل روابط فنية بلا صلة مع ويكي بيانات